# Dobovszky József István
Dobovszky József István (Szentes, 1882. október 20. – Szentes, 1930. december 18.) magyar építész.

## Élete
Dobovszky József építőmester és Bárány Julianna gyermekeként született. A budapesti Felsőipari Iskolában folytatott tanulmányokat, amelyeket 1902-ben fejezett be. Ezt követően önálló tervezőként és vállalkozóként dolgozott Szentesen. Az első világháború során harctéri szolgálatot teljesített. 1919-től ismét Szentesen működött Cseuz Béla építész mellett. 1923-tól a szentesi városi hivatal műszaki nyilvántartója, 1930-tól a mérnöki kamara tagja. Még ebben az évben alig 48 éves korában, betegség következtében elhunyt. A szentesi úgynevezett „Kálvária” temetőben helyezték nyugalomra.
Felesége Polnik Viola volt (házasság: 1912). Két leánygyermekük született.

## Ismert épületei
- 1902: református templom, Ókécske (ma: Tizsakécske)[3]
- 1906–1910: református templom, Déva[2]
- 1908: állami fiú- és leányiskola, Túrkeve (két díjazott terv)[2]
- 1911–1912: zsinagóga, Kunszentmárton, Deák Ferenc út 18.[2]
- 1911 k.: városház és nagyvendéglő, Hajdúhadház[4][5]
- 1911 k.: takarékpénztár és üzlet, Mindszent[2]
- 1910–1911: járásbíróság és fogház, Szentes[2]
- 1912: római katolikus elemi népiskola (ma: Szent Erzsébet Katolikus Általános Iskola és Óvoda), Szentes, Köztársaság tér[2]
- 1913: református templom, Ráckeve[3][6]
- 1914: Felsőpárti református templom és lelkészlak, Szentes[2]
- 1924: Kristó Nagy István gyógyszerész egyedi lakóépülete, Szentes, Iskola utca[1][3]
- 1928: Központi Református Népiskola (ma: Kiss Bálint Református Általános Iskola), Szentes (Antal Endrével közösen)[1]
- 1928 u.: Dózsa-ház, Szentes, Csongrádi út[1]
- 1928–1929: cinterem, Szentes, Izraelita temető[1][3]
- ?: járványkórház, Szentes[1]
- ?: Csúcs Károly földbirtokos háza (ma: Központi Csecsemő Tanácsadó), Szentes, Farkas Mihály utca[1]
- ?: lakóépület, Szentes, Sáfrán Mihály u. 28-29.[3]

### Tervben maradt épületei
- 1907: Városháza, Szentes[3]
- 1930: Horthy-ház és Levente Otthon, Szentes[3]

## Képtár

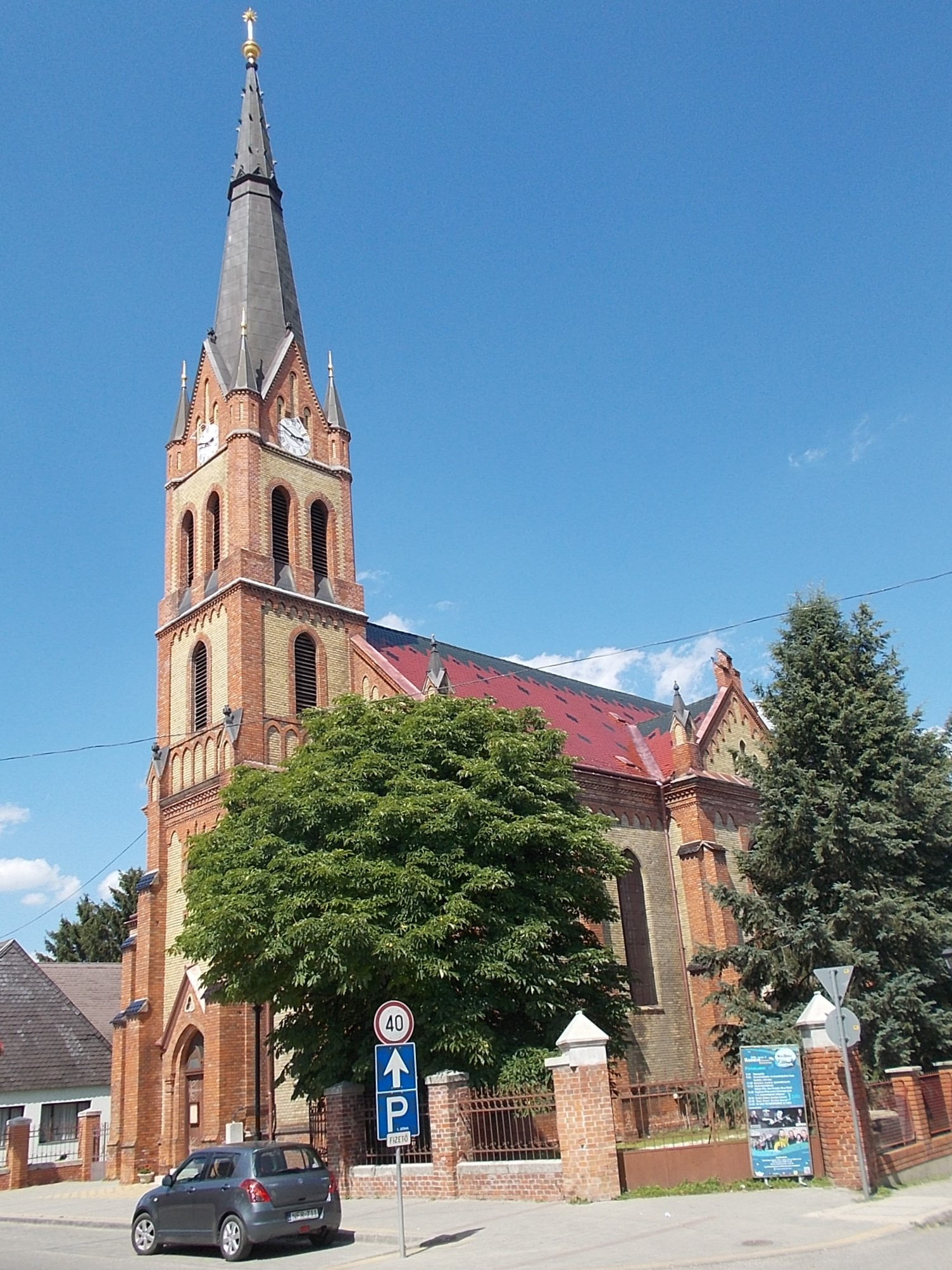
Református templom, Ráckeve
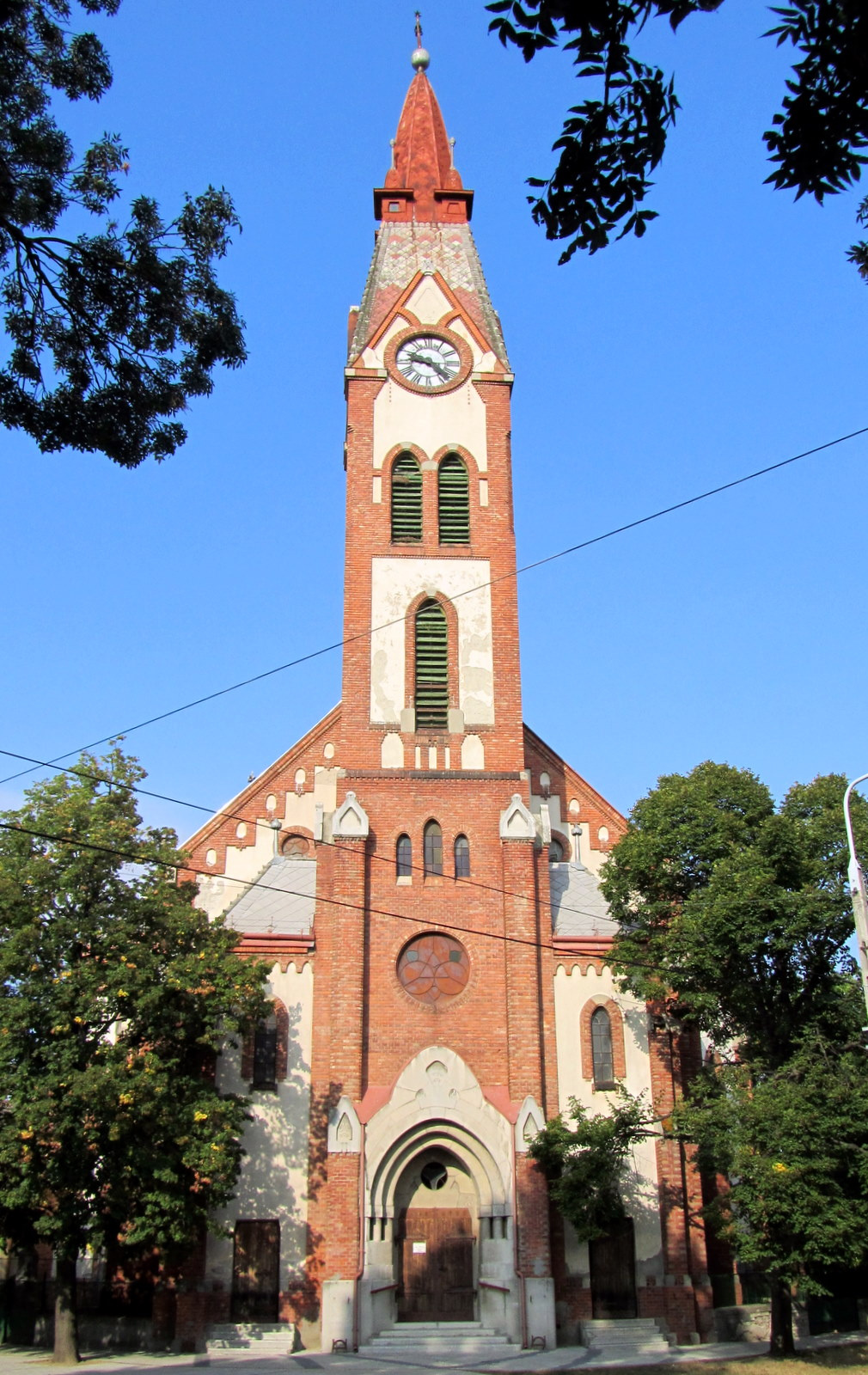
Felsőpárti református templom és lelkészlak, Szentes
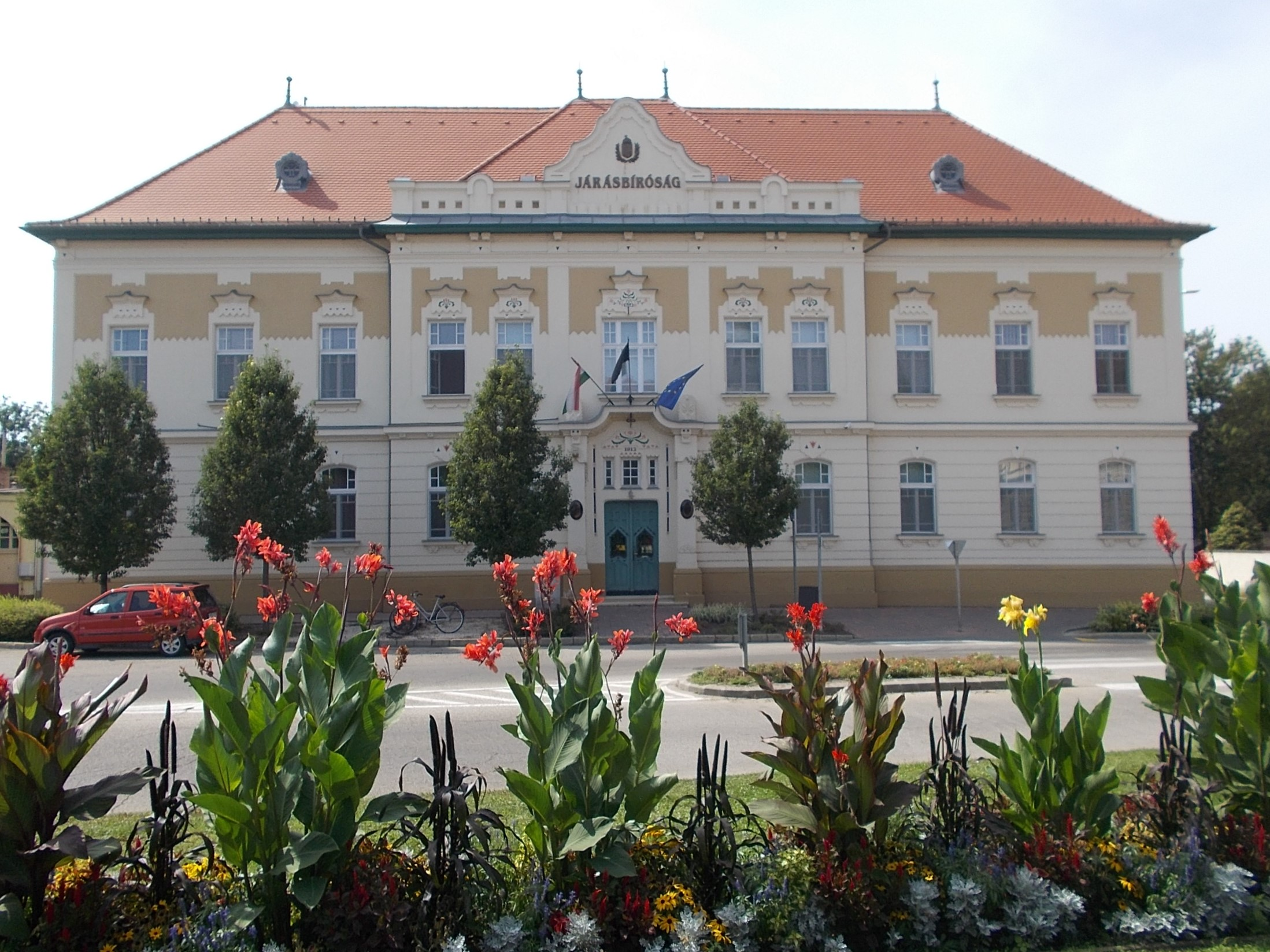
Járásbíróság, Szentes
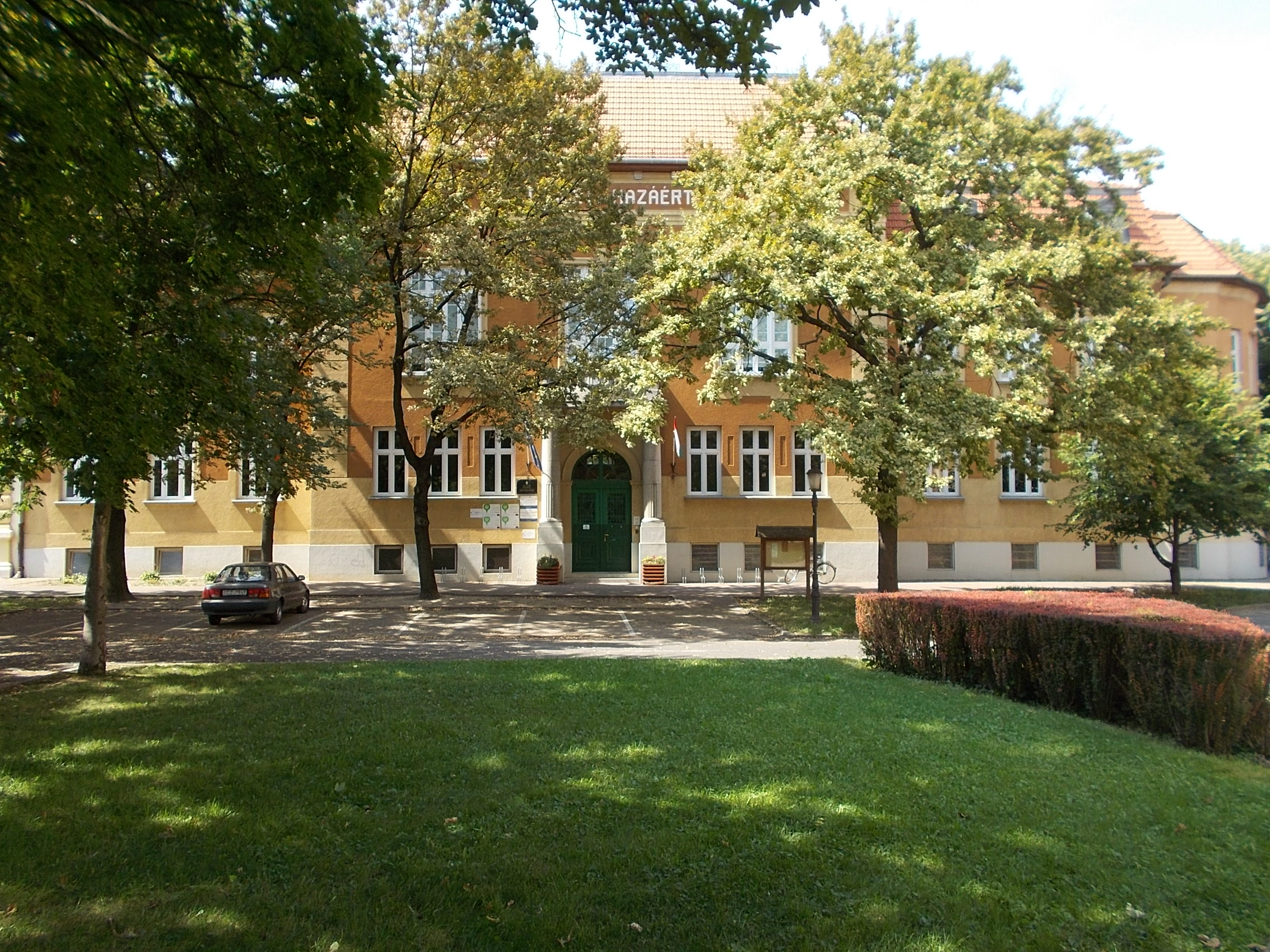
Központi Református Népiskola, Szentes
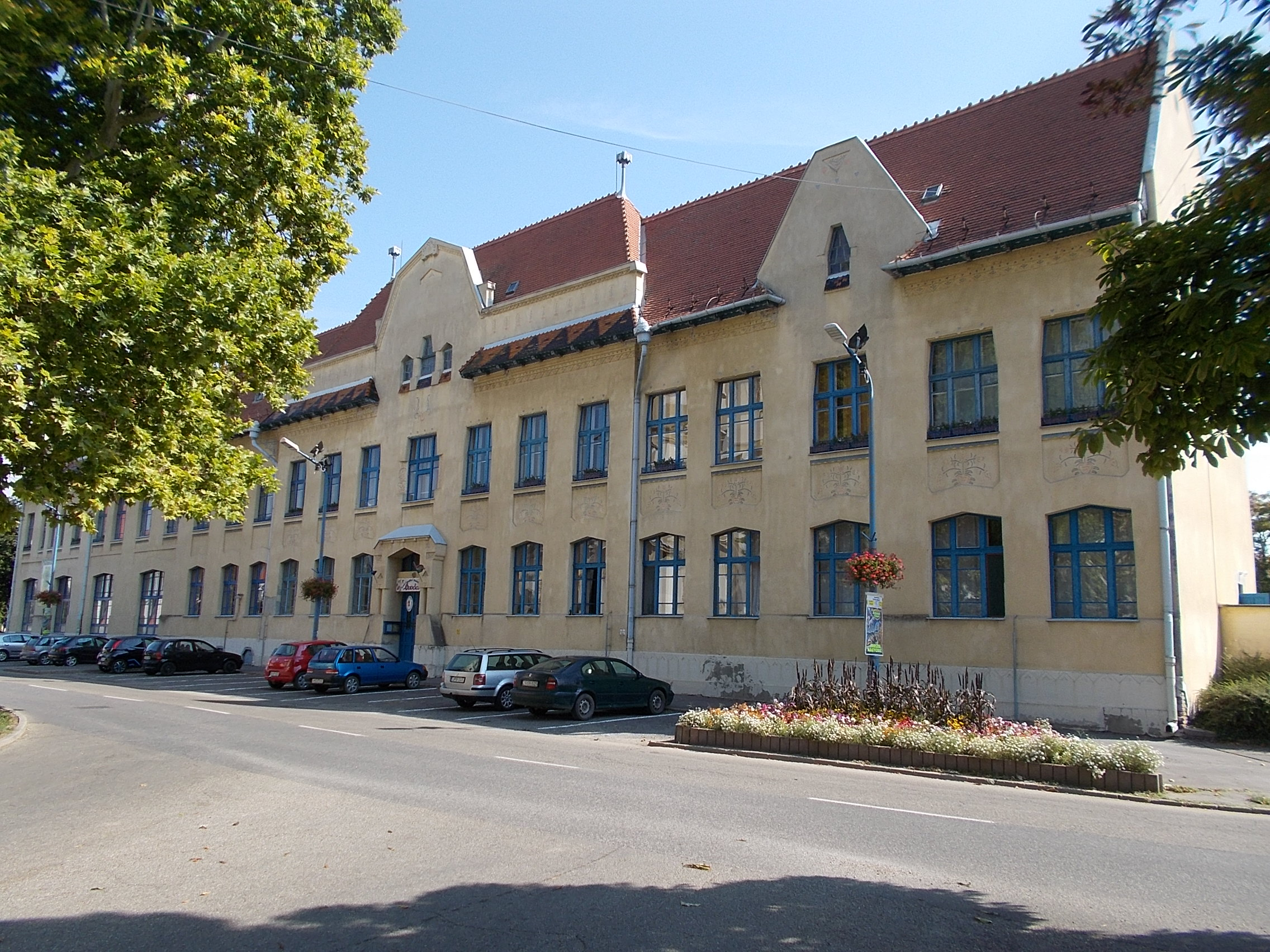
Római katolikus elemi népiskola, Szentes
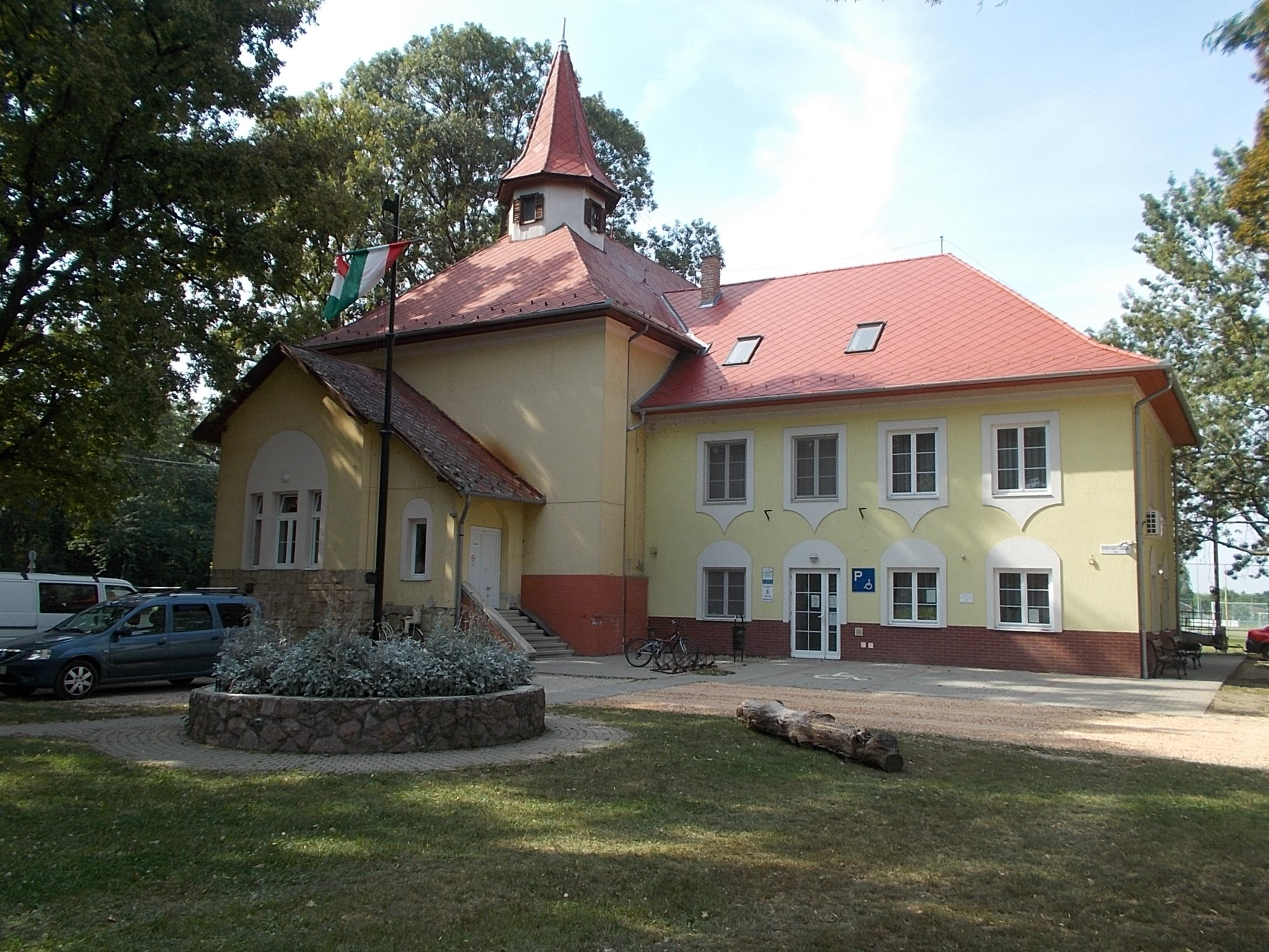
Dózsa-ház, Szentes
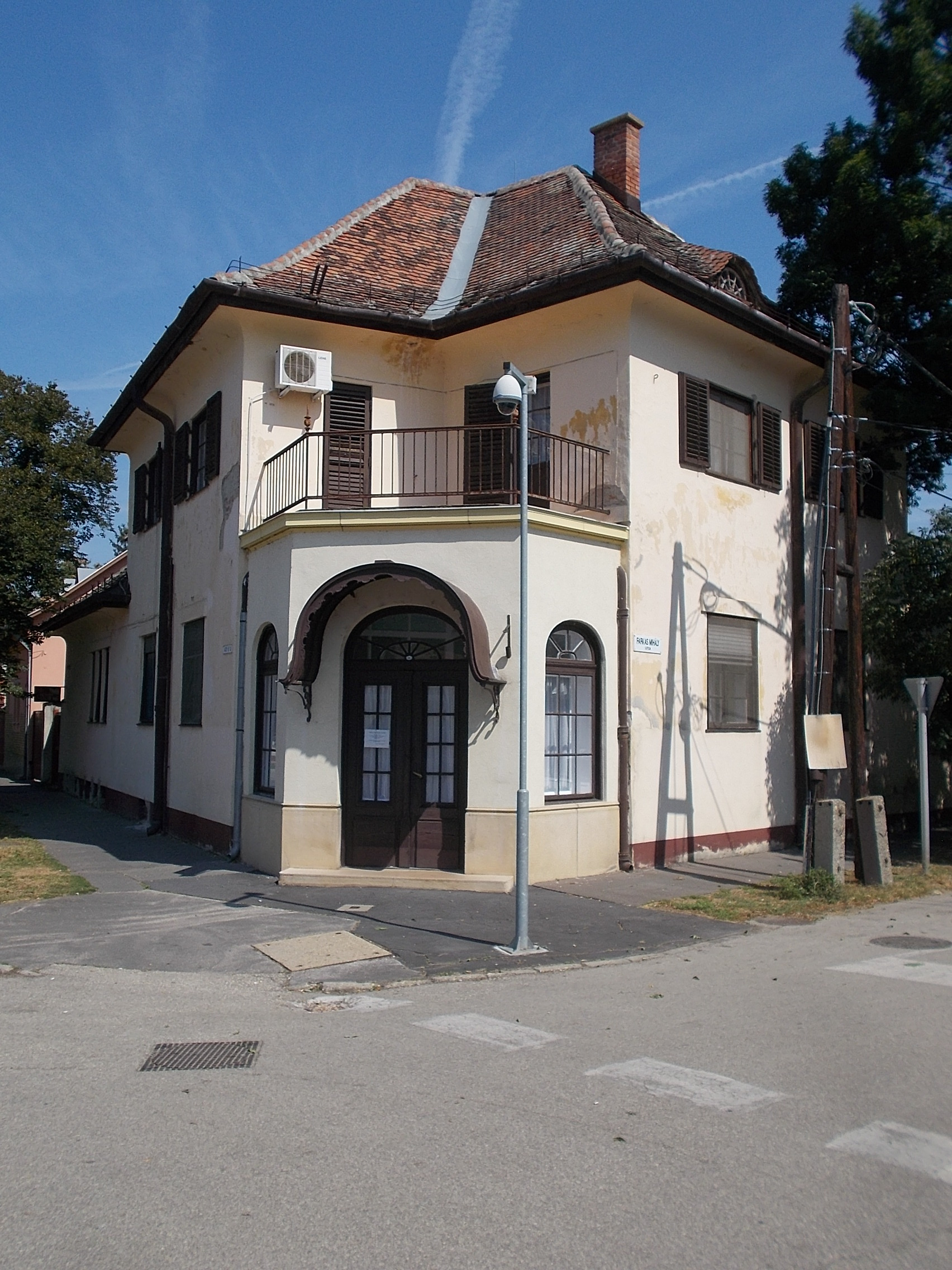
Csúcs Károly földbirtokos háza, Szentes
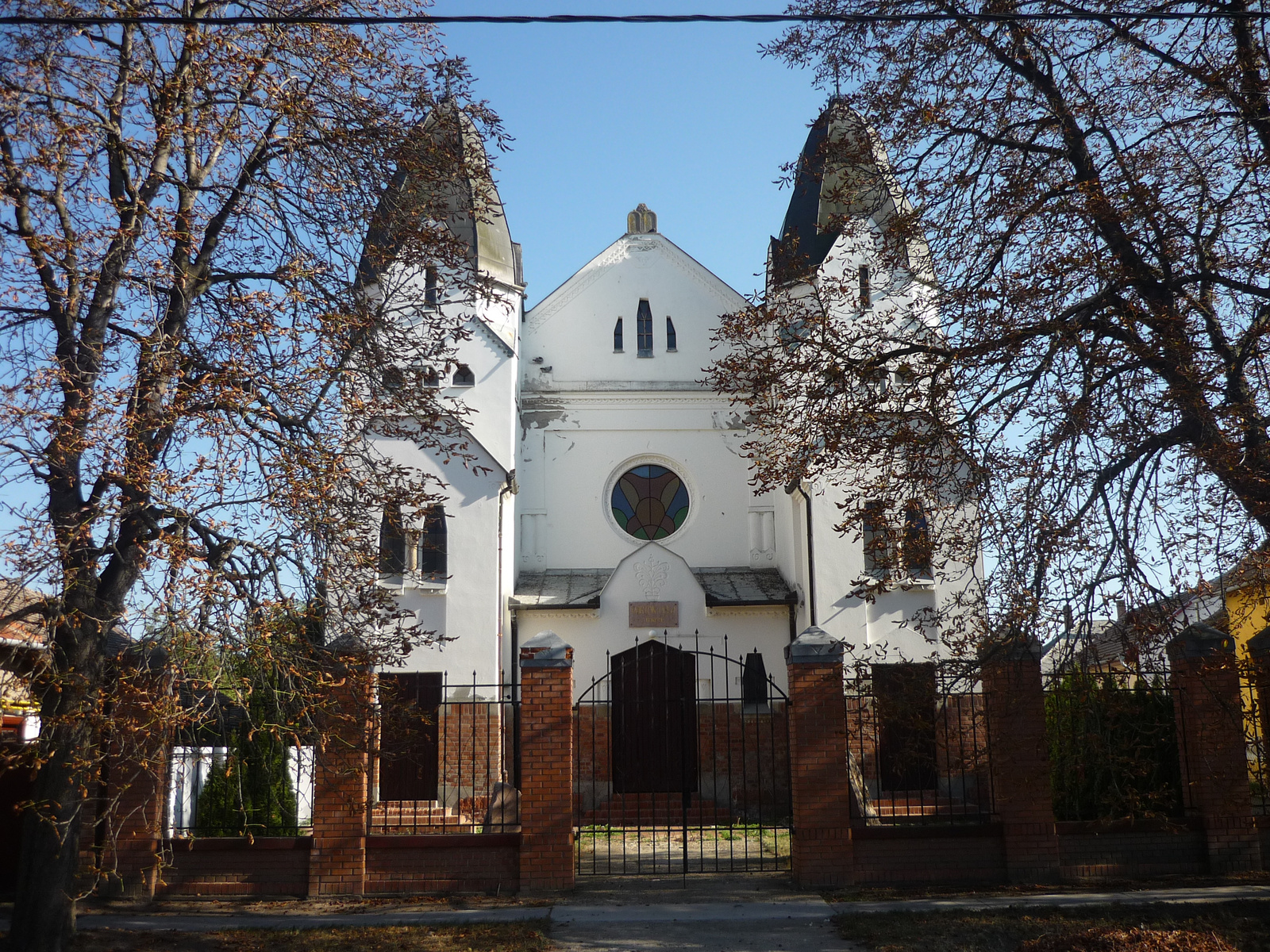
Zsinagóga, Kunszentmárton

## Egyéb irodalom
- Sipos Anna: A kunszentmártoni zsinagóga és tervezője, Dobovszky József István, „Köttön Vezér” Honismereti, Hagyományőrző és Városvédő Egyesület, Kunszentmárton, 2021, ISBN 978-615-01-2258-8 (Várostörténeti és néprajzi tanulmányok-sorozat)
- Gazda Anikó: Zsinagógák és zsidó községek Magyarországon. Térképek, rajzok, adatok, MTA Judaisztikai Kutatócsoport, Budapest, 1991, ISBN 963-7450-11-4
- (szerk.) Gerő László: Magyarországi zsinagógák, Műszaki Könyvkiadó, Budapest, 1989, ISBN 963-10-8231-8
- Klein Rudolf: Zsinagógák Magyarországon 1782–1918, TERC Kft., Budapest, 2011, ISBN 9789639968011
- (szerk.) Rozsnyai József: Építőművészek a historizmustól a modernizmusig, Terc Kereskedelmi és Szolgáltató Kft. Szakkönyvkiadó Üzletága, Budapest, 2018, ISBN 978-615-5445-52-1

## Egyéb külső hivatkozások
- Rózsa Gábor: A magyar szecesszió egyik termékeny alföldi mestere, Dobovszky József István fél élete (1882 - 1930)
- Sipos Anna: Dobovszky József István építészetéről dióhéjban
- Iskolák, templomok megálmodója – 75 éve hunyt el Dobovszky József István építészmérnök
- https://www.szentesinfo.hu/cd/helyismeret/emberek/html/oldal12.htm
- https://www.hir45.hu/konyvbemutato-a-szinhazban/
- https://www.szoljon.hu/helyi-kozelet/2022/05/a-kultura-otthonakent-kelt-uj-eletre-a-regi-kunszentmartoni-zsinagoga